# Винтербах (Швабија)
Винтербах (њем. Winterbach) општина је у њемачкој савезној држави Баварска. Једно је од 34 општинска средишта округа Гинцбург. Према процјени из 2010. у општини је живјело 784 становника. Посједује регионалну шифру (AGS) 9774196.

## Географски и демографски подаци
Винтербах се налази у савезној држави Баварска у округу Гинцбург. Општина се налази на надморској висини од 462 метра. Површина општине износи 14,8 km². У самом мјесту је, према процјени из 2010. године, живјело 784 становника. Просјечна густина становништва износи 53 становника/km².